# Corgnac-sur-l’Isle
Corgnac-sur-l'Isle település Franciaországban, Dordogne megyében. Lakosainak száma 862 fő (2022. január 1.). Corgnac-sur-l’Isle Nantheuil, Saint-Jory-las-Bloux, Eyzerac, Nanthiat, Négrondes, Saint-Sulpice-d’Excideuil, Vaunac és Thiviers községekkel határos.

## Népesség
A település népességének változása:
| Lakosok száma | 1021 | 866  | 888  | 809  | 795  | 822  | 835  | 838  | 846  | 862  |
|               | 1968 | 1982 | 1990 | 2006 | 2013 | 2015 | 2017 | 2019 | 2020 | 2022 |